# مؤتمر القبعات السوداء

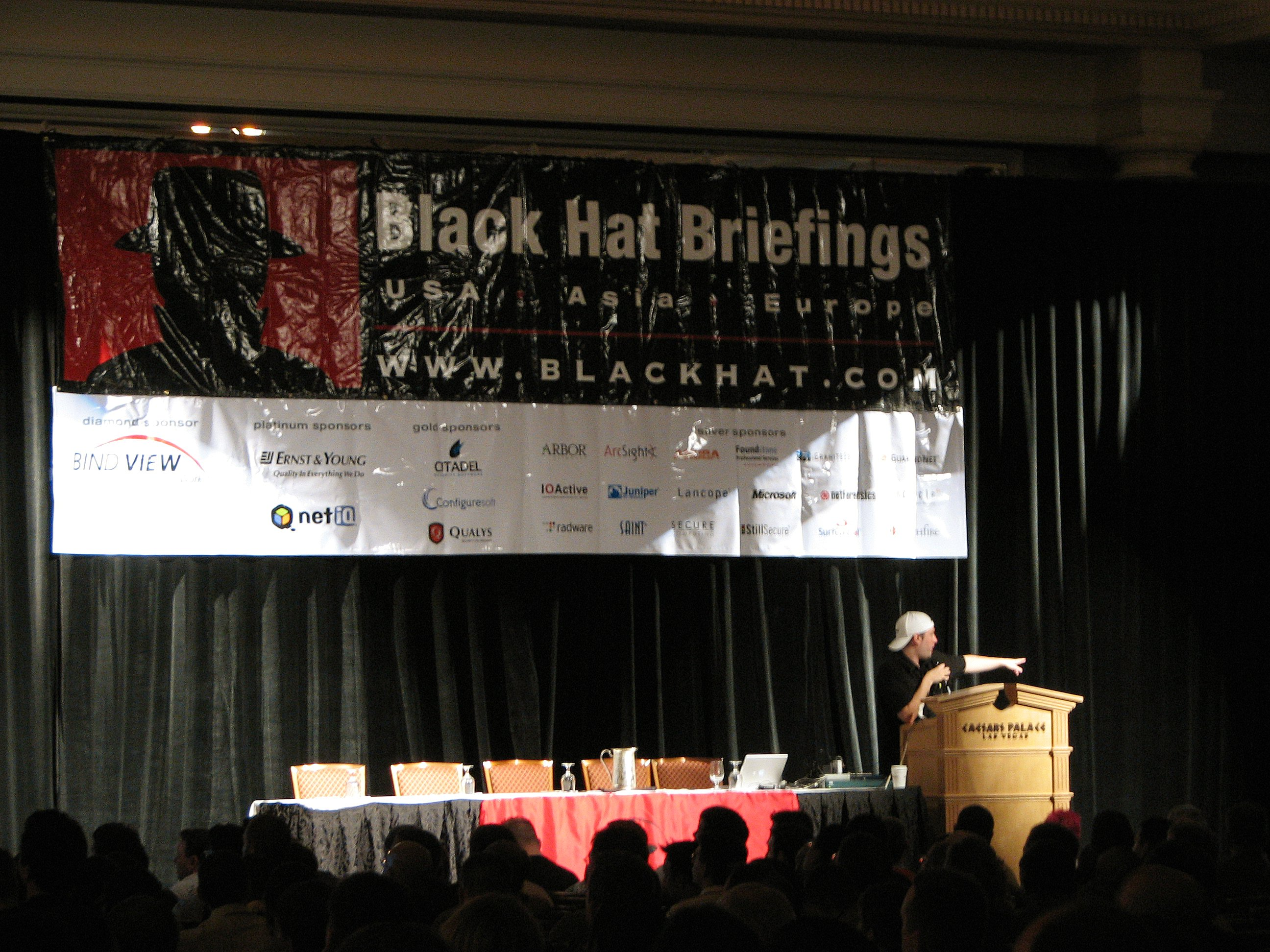
مايكل لين في مؤتمر 2005

مؤتمر القبعات السوداء هو مؤتمر لأمن الحاسوب يوفر استشارات أمنية وتدريبة وإيجازات للقراصنة والشركات والوكالات الحكومية في جميع أنحاء العالم. يجمع المؤتمر مجموعة متنوعة من الأشخاص المهتمين بأمن المعلومات بدءًا من الأفراد غير التقنيين والمديرين التنفيذيين والمتسللين والمتخصصين في مجال الأمن. يعقد المؤتمر بانتظام في لاس فيغاس وبرشلونة ولندن والرياض. كما استضافة المؤتمر أمستردام وطوكيو وواشنطن العاصمة سابقا.